# Teucholabis diacantha
Teucholabis diacantha är en tvåvingeart som beskrevs av Alexander 1979. Teucholabis diacantha ingår i släktet Teucholabis och familjen småharkrankar.
Artens utbredningsområde är Bolivia. Inga underarter finns listade i Catalogue of Life.